# واقع‌گرایی نظرورزانه
واقع‌گرایی نظرورزانه یا رئالیسم نظرورزانه (به انگلیسی:Speculative realism) جنبشی در فلسفه معاصر است. این جنبش از فلسفه قاره‌ای که خود را در موضع واقع‌گرایی متافیزیکی در برابر تفسیرش از اشکال غالب فلسفه پساکانتی تعریف می‌کند، الهام گرفته است. این جنبش به عنوان فلسفه پساقاره‌ای (به انگلیسی:post-Continental philosophy) نیز شناخته می‌شود.
واقع‌گرایی نظرورزانه نام خود را از کنفرانسی در کالج گلداسمیت، دانشگاه لندن در آوریل ۲۰۰۷ میلادی گرفته‌است. این کنفرانس توسط آلبرتو توسکانو از کالج گلداسمیت اداره می‌شد، و سخنرانی‌هایی توسط ری براسیر از دانشگاه آمریکایی بیروت (در آن زمان در دانشگاه میدلسکس)، ایان همیلتون گرانت از دانشگاه غرب انگلستان گراهام هارمن از دانشگاه آمریکایی قاهره و کوئنتین میلاسو از اکول نرمال سو\پیور در پاریس ارائه شد. اعتبار کلمه انگلیسی «Speculative realism» به‌طور کلی به «Ray Brassier» نسبت داده می‌شود، اگرچه «Meillassoux» قبلاً از این اصطلاح برای توصیف موقعیت فلسفی خود استفاده کرده بود.
دومین کنفرانس، با عنوان «Speculative Realism/Speculative Materialism»، در دانشگاه UWE بریستول در جمعه ۲۴ آوریل ۲۰۰۹ میلادی، دو سال پس از رویداد اصلی در گلداسمیت برگزار شد. ترکیب این کنفرانس متشکل از فیلسوفانی چون ری براسیر، ایان همیلتون گرانت، گراهام هارمن (به جای میلاسو که قادر به حضور در آن نبود) و آلبرتو توسکانو بود.

### واقع‌گرایان نظرورزانه قابل‌توجه
- گراهام هارمن
- نیک لند
- رضا نگارستانی